# Lista de deputados estaduais de Mato Grosso do Sul da 10.ª legislatura
Esta é a lista de deputados estaduais de Mato Grosso do Sul eleitos para a 10.ª legislatura. São relacionados os parlamentares que assumiram o cargo em 1.º de fevereiro de 2015, o partido pelo qual foram eleitos e a quantidade de votos que receberam naquela eleição. O mandato expirou em 31 de janeiro de 2019.
Também há a lista dos suplentes que assumiram durante a legislatura.

## Mesa diretora

### Primeira mesa
Na primeira metade do mandato, Junior Mochi foi eleito presidente.
|  | Cargo               | Nome              | Partido |
|  | ------------------- | ----------------- | ------- |
|  | Presidente          | Junior Mochi      | MDB     |
|  | 1.° Vice-presidente | Onevan de Matos   | PSDB    |
|  | 2.ª Vice-presidente | Grazielle Machado | PSD     |
|  | 3.ª Vice-presidente | Mara Caseiro      | PSDB    |
|  | 1.° Secretário      | Zé Teixeira       | DEM     |
|  | 2.° Secretário      | Cabo Almi         | PT      |
|  | 3.° Secretário      | Felipe Orro       | PSDB    |

### Segunda mesa
Na segunda metade do mandato, Junior Mochi foi reeleito presidente.
|  | Cargo               | Nome              | Partido |
|  | ------------------- | ----------------- | ------- |
|  | Presidente          | Junior Mochi      | MDB     |
|  | 1.° Vice-presidente | Onevan de Matos   | PSDB    |
|  | 2.ª Vice-presidente | Grazielle Machado | PSD     |
|  | 3.ª Vice-presidente | Mara Caseiro      | PSDB    |
|  | 1.° Secretário      | Zé Teixeira       | DEM     |
|  | 2.° Secretário      | Amarildo Cruz     | PT      |
|  | 3.° Secretário      | Felipe Orro       | PSDB    |

## Lista de parlamentares
|  | Nome                                   | Partido | Votos nominais | Notas      | Referências |
|  | -------------------------------------- | ------- | -------------- | ---------- | ----------- |
|  | Angelo Guerreiro                       | PSDB    | 29.534         | [ nota 1 ] | [ 4 ]       |
|  | Antonieta Amorim                       | MDB     | 21.860         | —          | [ 5 ]       |
|  | Amarildo Cruz                          | PT      | 20.585         | —          | [ 5 ]       |
|  | Barbosinha (José Carlos Barbosa)       | DEM     | 21.554         | [ nota 2 ] | [ 9 ]       |
|  | Beto Pereira Humberto Rezende Pereira  | PSDB    | 27.182         | —          | [ 10 ]      |
|  | Cabo Almi (José Almi Pereira Moura)    | PT      | 21.195         | —          | [ 11 ]      |
|  | Eduardo Rocha                          | MDB     | 30.873         | —          | [ 5 ]       |
|  | Felipe Orro                            | PSDB    | 25.685         | —          | [ 12 ]      |
|  | Flávio Kayatt                          | PSDB    | 19.843         | [ nota 3 ] | [ 14 ]      |
|  | George Takimoto                        | MDB     | 16.586         | —          | [ 9 ]       |
|  | Grazielle Machado                      | PSD     | 39.374         | —          | [ 15 ]      |
|  | João Grandão (João Batista dos Santos) | PT      | 21.127         | —          | [ 9 ]       |
|  | Junior Mochi (Oswaldo Mochi Junior)    | MDB     | 35.297         | —          | [ 16 ]      |
|  | Lídio Lopes                            | PATRI   | 23.643         | —          | [ 5 ]       |
|  | Mara Caseiro                           | PSDB    | 23.532         | —          | [ 5 ]       |
|  | Marcio Fernandes                       | MDB     | 22.357         | —          | [ 5 ]       |
|  | Marquinhos Trad (Marcos Marcello Trad) | PSD     | 47.015         | [ nota 4 ] | [ 17 ]      |
|  | Maurício Picarelli                     | PSDB    | 22.536         | —          | [ 18 ]      |
|  | Onevan de Matos                        | PSDB    | 24.822         | —          | [ 19 ]      |
|  | Paulo Corrêa                           | PSDB    | 39.540         | —          | [ 18 ]      |
|  | Pedro Kemp                             | PT      | 21.779         | —          | [ 18 ]      |
|  | Professor Rinaldo (Rinaldo Modesto)    | PSDB    | 29.386         | —          | [ 5 ]       |
|  | Zé Teixeira (José Roberto Teixeira)    | DEM     | 32.069         | —          | [ 18 ]      |

## Lista de suplentes que assumiram durante a legislatura
|  | Nome                                            | Partido | Notas      | Referências  |
|  | ----------------------------------------------- | ------- | ---------- | ------------ |
|  | Coronel David (Carlos Alberto David dos Santos) | PSC     | [ nota 5 ] | [ 1 ] [ 20 ] |
|  | Enelvo Felini                                   | PSDB    | [ nota 6 ] | [ 21 ]       |
|  | Herculano Borges                                | SD      | [ nota 7 ] | [ 1 ] [ 22 ] |
|  | Paulo Siufi                                     | MDB     | [ nota 8 ] | [ 1 ] [ 23 ] |